# Машера Іван Михайлович
Іван Михайлович Машера (8 травня 1926, село Винятинці, тепер Заліщицького району Тернопільської області — ?) — український радянський діяч, новатор виробництва, бригадир монтажників будівельного управління № 24 тресту «Промхімсантехмонтаж» міста Дрогобича Львівської області. Герой Соціалістичної Праці (7.05.1971)

## Біографія
Народився в бідній селянській родині.
У 1944—1945 роках служив у Радянській армії стрільцем 3-ї стрілецької роти 1-го гвардійського стрілецького полку 2-ї гвардійської стрілецької дивізії 3-го Білоруського фронту. Учасник німецько-радянської війни. Був важко поранений, лікувався в госпіталі в Москві.
Після демобілізації повернувся до села Винятинці, був обраний секретарем, а потім головою Винятинської сільської ради Заліщицького району Тернопільської області.
З 1948 року працював такелажником, монтажником в будівельних організаціях Одеси, Херсона, Тернополя.
З 1960-х років до 1975 року — слюсар-монтажник, бригадир монтажників будівельного управління № 24 тресту «Промхімсантехмонтаж» міста Дрогобича Львівської області.
Член КПРС.
З 1975 року — бригадир монтажників будівельного управління № 238 тресту «Південьпромхіммонтаж» Херсонської області.
Потім — на пенсії в місті Херсоні.

## Родина
Дружина — Галина Михайлівна. Дочка — Тетяна.

## Нагороди
- Герой Соціалістичної Праці (7.05.1971)
- орден Леніна (7.05.1971)
- орден Трудового Червоного Прапора
- орден Вітчизняної війни ІІ ст. (6.04.1985)
- дві медалі «За відвагу» (19.01.1945, 1945)
- медаль «За доблесну працю. В ознаменування 100-річчя з дня народження Володимира Ілліча Леніна» (1970)
- медалі
- Почесна грамота Президії Верховної Ради Української РСР
- значок «Відмінник соціалістичного змагання Міністерства монтажних і спеціальних будівельних робіт СРСР»